# Le'Anthony Reasnover
Le'Anthony Reasnover (Chicago, ...) è un allenatore di football americano ed ex giocatore di football americano statunitense, che ha giocato come running back..
Nel 2023 il tribunale distrettuale di Savo Settentrionale lo ha condannato a un anno e sei mesi di carcere per abuso sessuale e stupro.
Dal 2024 allena i Rotterdam Trojans.

## Palmarès
- 2 Vaahteramalja (2021, 2022)